# Quality Films
Quality Films, S.A. de C.V. fue una compañía distribuidora cinematográfica de películas y otros materiales audiovisuales en México. Se desconoce su año de fundación, sin embargo, hay material que comprueba su existencia desde los años 2000, y está registrada oficialmente desde 2010.
La empresa se dedicaba principalmente a la distribución de servicios multimedia, como películas y audio, así como la producción de películas, programas de la televisión y otros materiales audiovisuales. Además, gestionó diversos servicios de producción, como a la grabación de discos compactos y de video digital o casetes musicales, así como otros servicios de grabación. Incluye las producciones de películas en formato de cinematográfico y de video, videoclips, comerciales y otros materiales audiovisuales integrada con su distribución. También se ha dedicado a la comercialización de cintas, discos compactos y de video digital o casetes musicales al por mayor y al por menor, a la edición de libros de música y a la edición integrada con la impresión de música, a la transmisión de programas de radio y de televisión mediante señal abierta; a la producción de la programación de un canal de televisión, con material propio o adquirido, para su distribución a los sistemas de televisión por suscripción, a los servicios de filmotecas y videotecas, y el alquiler de cintas de vídeo, y discos de acetato, discos compactos o de vídeo digital.

## Producción de películas
De acuerdo con el sitio de base de datos sobre el cine FilmAffinity, hay tres filmes producidos por Quality Films:
- Héroes Verdaderos (2010)
- Me importas tú... y tú (2009)
- Paradas continuas (2009)
- Fungus the bogeyman (2008)